# جوآنه چوری
جوآن چوری (انگلیسی: Joanne Chory؛ ۱۹ مارس ۱۹۵۵ – ۱۲ نوامبر ۲۰۲۴ (۶۹ سال)) زیست‌شناس و ژنتیک‌دان گیاهی آمریکایی بود که به عنوان استاد و مدیر آزمایشگاه زیست‌شناسی مولکولی و سلولی گیاهی در مؤسسه سالک برای مطالعات زیست‌شناسی فعالیت می‌کرد. او همچنین محقق مؤسسه پزشکی هاوارد هیوز بود.
چوری به عنوان بنیانگذار و مدیر ابتکار «به‌کارگیری گیاهان» (HPI) در مؤسسه سالک شناخته می‌شد که رویکردی برای حذف دی‌اکسید کربن و مبارزه با تغییرات آب‌وهوایی از طریق بهینه‌سازی توانایی طبیعی گیاهان در جذب و ذخیره دی‌اکسید کربن ارائه می‌داد. تیم او تحت رهبری چوری، به دنبال توسعه سیستم‌های ریشه‌ای بزرگتر و قوی‌تر در گیاهان بود که بتوانند مقادیر بیشتری کربن را به شکل سوبرین (یک ماده طبیعی) در خاک ذخیره کنند. این پروژه در سال ۲۰۱۹ مبلغ ۳۵ میلیون دلار از پروژه جسورانه TED و در سال ۲۰۲۰ مبلغ ۳۰ میلیون دلار دیگر از صندوق زمین جف بیزوس دریافت کرد.
کارهای چوری در مؤسسه سالک که از سال ۱۹۸۸ به آن پیوسته بود، پیشگام استفاده از ژنتیک مولکولی برای مطالعه چگونگی تغییر شکل و اندازه گیاهان به منظور بهینه‌سازی فتوسنتز و رشد در محیط‌های مختلف بود. او کرسی هاوارد اچ. و مریم آر. نیومن در زیست‌شناسی گیاهی را در اختیار داشت و همچنین استاد کمکی در بخش زیست‌شناسی سلولی و تکاملی دانشگاه کالیفرنیا سن دیگو بود.
چوری در سال ۲۰۱۱ به عنوان عضو همکار در انجمن سلطنتی انتخاب شد و موفق به دریافت جایزه دستاورد علمی در علوم زیستی در سال ۲۰۱۸ و جایزه بریکترو در علوم زیستی و جوایز شاهدخت آستوریاس برای تحقیقات فنی و علمی در سال ۲۰۱۹ گردید. تحقیقات پیشگامانه او مسیر جدیدی را در درک سازوکارهای مولکولی رشد گیاهان و پتانسیل آن‌ها برای مقابله با تغییرات اقلیمی گشود.

## پیش‌زمینه
جوآن چوری در سال ۱۹۵۵ در بوستون، ماساچوست از والدینی لبنانی‌تبار به دنیا آمد و همراه با چهار برادر و یک خواهرش بزرگ شد. او تحصیلات عالی خود را در کالج اوبرلین اوهایو آغاز کرد و با مدرک لیسانس زیست‌شناسی با درجه ممتاز فارغالتحصیل شد. سپس تحصیلات تکمیلی خود را در دانشگاه ایلینوی در اربانا-شمپین ادامه داد و در آنجا موفق به اخذ مدرک دکترا شد.
چوری به عنوان پژوهشگر فوق دکترا در دانشکده پزشکی هاروارد و در آزمایشگاه فردریک ام. آسوبل فعالیت کرد. در سال ۱۹۸۸ به عنوان استادیار به مؤسسه سالک پیوست. او با استیون ورلند ازدواج کرد و این زوج دو فرزند خوانده داشتند.
در سال ۲۰۰۴، چوری با تشخیص بیماری پارکینسون مواجه شد. او بیش از یک دهه با این بیماری دست و پنجه نرم کرد، اما با کمک داروها و یک ایمپلنت مغزی برای تنظیم حرکاتش، به تحقیقات ژنتیکی خود ادامه داد. علاوه بر علاق‌هاش به ژنتیک، چوری همواره تلاش می‌کرد تا زنان جوان را به علمآموزی تشویق کند و شرایط این حوزه را برای زنان بهبود بخشد.
علایق اولیه حرف‌های چوری بر میکروبیولوژی متمرکز بود، اما تحقیقاتش در این زمینه او را به سمت ژنتیک گیاهی، به ویژه مطالعات روی گیاه آرابیدوپسیس سوق داد. در طول دوران حرفه‌ای طولانی خود در ژنتیک، او جوایز متعددی برای مشارکت‌های ارزشمندش در این زمینه دریافت کرد. چوری در ۱۲ نوامبر ۲۰۲۴ در لاهویا، کالیفرنیا در سن ۶۹ سالگی به دلیل عوارض ناشی از بیماری پارکینسون درگذشت.
تحقیقات چوری بر یافتن راهی برای بهینهسازی رشد گیاهان به منظور تأمین نیازهای جمعیت رو به رشد بشر متمرکز بود. او از آرابیدوپسیس تالیانا به عنوان ارگانیسم مدل استفاده می‌کرد، اما هدف نهاییاش بهینهسازی رشد تمامی گیاهان بود. چوری با ایجاد جهش در ژن‌های این ارگانیسم مدل، تأثیرات این جهش‌ها را بررسی می‌کرد و از رویکردهای چندرشته‌ای شامل ژنتیک، ژنومیک، زیستشناسی سلولی، بلورنگاری پرتو ایکس، بیوشیمی و اکولوژی بهره می‌برد. او پیشرفت‌های قابل توجهی در درک حساسیت به نور و هورمون‌ها در گیاهان داشت و از این دانش برای بهینهسازی رشد سایر گیاهان استفاده می‌کرد.
چوری علاقه ویژهای به دستکاری فنوتیپ‌های ارگانیسمها داشت. سیگنال‌های نوری برای القا و تنظیم بسیاری از فرآیندهای تکاملی در گیاهان ضروری هستند. او در تحقیقاتی برای درک این فرایند پیچیده مشارکت داشت که با جداسازی جهش‌های مؤثر بر رشد گیاهچه‌های تنظیم‌شونده با نور در آرابیدوپسیس انجام می‌شد. کار او منجر به شناسایی موتانت‌های فاقد گیرنده‌های نوری فیتوکروم و مهارکننده‌های هسته‌ای شد و نشان داد که هورمون‌های استروئیدی رشد گیاهچه‌های تنظیم‌شونده با نور را کنترل می‌کنند. آزمایشگاه دکتر چوری در دستکاری مسیر بیوسنتز این استروئیدها که رشد و تکامل گیاهان را تغییر می‌داد و شناسایی گیرنده احتمالی استروئیدها (یک کیناز گیرنده غشایی) مشارکت داشت. گروه او همچنین در درک سیگنالدهی برگشتی از کلروپلاست به هسته و پاسخ‌های اجتناب از سایه در گیاهان مشارکت قابل توجهی داشت.